# Гамбургский университет
Га́мбургский университе́т (нем. Universität Hamburg) — один из крупнейших академических центров Германии. Несмотря на то, что Гамбургский университет является одним из самых молодых университетов Германии, научные открытия и достижения профессоров и выпускников университета, пять из которых — лауреаты Нобелевской премии — вошли в историю. По оценкам международных рейтингов  Times Higher Education Ranking, CWTS Leiden Ranking, U.S. News & World Report входит в 200 лучших университетов мира, что является меньше 1 % всех мировых высших учебных заведений.

## История
Датой создания Гамбургского университета считается 1 апреля 1919 года. Предпосылкой его возникновения явилось создание в 1613 году в Гамбурге «Академической гимназии» (Akademisches Gymnasium). В течение двух семестров гимназисты прослушивали общий курс лекций, после чего переходили к специализированным курсам, но из-за малого количества слушателей гимназия была вынуждена закрыться. Несмотря на неудачный опыт ранних образовательных инициатив, идея создания полноценного университета в городе продолжала сохраняться.
В 1895 году бизнесмен Эдмунд Симерс пожертвовал здание для проведения исследований и лекций. Сегодня это здание — главный корпус Гамбургского университета. В XIX веке наряду с Академической гимназией возник ботанический сад (1821), обсерватория (1833), химическая лаборатория (1878), физическая лаборатория (1885) и т. д. Корпус академии расширялся, что привело в 1907 году к созданию «Гамбургской научной организации», которая занималась поддержкой научных экспедиций и издательством публикаций, и Colonial Institute в 1908 году. В начале XX века Вернер фон Мелле предпринял попытку объединить эти институты в университет, но городской парламент отклонил данное предложение. И только после Первой Мировой войны демократически настроенное население Гамбурга проголосовало за открытие «Гамбургского университета» и назначило Вернера фон Мелле ректором университета.
На базе университета было создано 4 факультета: права, медицины, философии и естественных наук. Предпосылкой создания медицинского факультета было открытие клиники в Эппендорфе, которая прославилась во времена великой холеры в XIX веке. Количество факультетов к 1954 году увеличилось до шести — разделился социально-экономический факультет и правовой факультет, также открылся новый евангелический теологический факультет.
В 1919 году в университете числилось 1729 студентов. В начале 1950-х годов число студентов увеличилось до 6000, в 1960-х годах это число удвоилось, а в 1970-е годы здесь получали высшее образование уже 19200 будущих специалистов. В настоящий момент в Гамбургском университете учится около 39 000 студентов.

## Факультеты
- Юридический факультет[6]

- Медицинский факультет[7]

- Школа бизнеса, экономики и социальных наук[8]

- Факультет информатики, математики и естественных наук[9]
  - отделение биологии
  - отделение химии
  - отделение наук о Земле
  - отделение информатики
  - отделение математики
  - отделение физики
  - центр биоинформатики[10]

- Факультет гуманитарных наук[11]
- отделение евангелистской теологии
- отделение философии
- отделение истории
- отделение истории культуры
- европейские языки и литература
- институт Азии и Африки
- Факультет педагогики и психологии[12]
  - отделение педагогики
  - отделение психологии
  - отделение поведенческих наук

## Программы, реализуемые совместно с российскими университетами
- Учебный курс «Международное экономическое право» («Internationales Wirtschaftsrecht»), реализуется совместно с Санкт-Петербургским государственным университетом[13]
- Магистерская программа «MiBA — Master of international Business Administration», реализуемая совместно с Санкт-Петербургским государственным университетом экономики и финансов[14]
- Магистерская программа «CORELIS — Cold Region Environmental Landscapes integrated Science», реализуется совместно с Санкт-Петербургским Государственным Университетом, Институт наук о Земле[15]

## Известные сотрудники и студенты
В Гамбургском университете учились и получили ученую степень:
- Клаус Хассельман — лауреат Нобелевской премии по физике (2021)
- Ханс Кребс — лауреат Нобелевской премии в области медицины и физиологии (1953)
- Ханс Йенсен — лауреат Нобелевской премии по физике (1963)
- Харальд цур Хаузен — лауреат Нобелевской премии в области медицины и физиологии (2008)
- Шиинг-Ше́н Черн — лауреат премии Вольфа (1983)
- Гельмут Шмидт — немецкий политический деятель, федеральный канцлер ФРГ (с 1974 по 1982)
- Пауль Неверман — первый бургомистр Гамбурга с 1961 по 1965
- Лео Штраус — историк политической философии, культуролог
- Рихард Зорге — советский разведчик

В Гамбургском университете преподавали:
- Отто Штерн — лауреат Нобелевской премии по физике (1943)
- Вольфганг Паули — лауреат Нобелевской премии по физике (1945)
- Вольфганг Пауль — лауреат Нобелевской премии по физике (1989)
- Карл фон Вайцзеккер — немецкий физик, философ и политический деятель
- Карл Майнхоф — немецкий языковед-африканист.
- Уильям Льюис Штерн — немецкий психолог и философ, создатель концепции интеллектуального коэффициента
- Иоганн Радон — австрийский математик.
- Карл Ратген — немецкий экономист, первый ректор Гамбургского университета.
- Унзольд, Альбрехт Отто Иоганнес — немецкий астрофизик
- Вальтер Фрике — немецкий астроном
- Нонне, Макс — немецкий врач-невролог, профессор
- Константин Флорос – немецкий музыковед, почётный доктор
- Фриц Фишер — немецкий историк, профессор, автор трудов о Первой мировой войне

## В астрономии
В честь Гамбургского университета назван астероид (905) Университас, открытый в 1918 году.